# Paul Splingaerd
Paul Splingaerd, né à Bruxelles le 12 avril 1842 et mort à Xi'an, Shaanxi (Chine) le 26 septembre 1906, est un Belge devenu mandarin chinois de haut rang, de la fin de la dynastie Qing.
Il part pour la Chine à l'âge de 17 ans, et y accompagne tout d'abord une mission en Mongolie de la nouvelle Congrégation du Cœur Immaculé de Marie [CICM] ; puis il se lance dans le commerce des fourrures et du poil de chameau, avant d'entrer au service de Li Hongzhang - un homme d'État de tout premier plan à la fin de la dynastie Qing - pour le compte duquel il s'occupe des douanes dans le Gansu. En remerciement de ses services, Li Hongzhang le nomme mandarin à « bouton rouge », au sommet de la hiérarchie des hauts fonctionnaires de l'Empire chinois. Il termine sa carrière en Chine comme agent de Léopold II et conseiller du gouvernement du Gansu.
Son nom officiel en Chine est Lin Fuchen (林辅臣) mais il est connu sous d’autres noms dont 斯普林格尔德 qui est la translittération en chinois de son nom belge. On trouve par ailleurs de nombreuses références à lui sous le nom de « Splingaert » et de « Ling Darin 林大人», mais il est connu sous une dizaine d'autres noms dont Lin Tafu, alias Lin Taren, alias Lin Balu, alias Lin Bao Luo, alias Lin-Ta-Jen, alias Линь Фу Чен, alias сплингерд, alias Geert Springfield, alias Splingerd, alias Splingart, alias Springraed, alias Splingerdel, alias Spelingeret, alias Lin Dze Me, selon la langue et la traduction phonétique qui en a été faite.

## Biographie

### Les premières années
Enfant déposé dans un tour d'abandon de Bruxelles, il est élevé dans un village du Brabant flamand, Ottenburg, successivement dans les familles Depré et Vandeput. Élevé à la ferme, il est infra-scolarisé et ne bénéficie d'aucune culture générale. Il restera quasi illettré toute sa vie. C'est lors de son service militaire à Bruxelles qu'il rencontre l'aumônier général Théophile Verbist qui veut former un ordre missionnaire. À la fin de son service, Paul trouve un emploi de domestique, mais il est vite récupéré par Verbist au même titre. Paul Splingaerd restera dans les premiers locaux de la nouvelle congrégation à Scheut (Anderlecht - Bruxelles) pendant deux ans.

### Départ pour la Chine

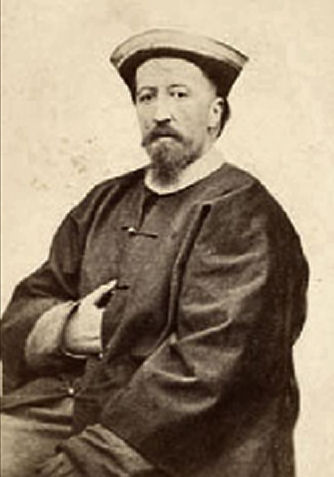
Théophile Verbist (1823-1868), provicaire apostolique de Mongolie ici à Siwanzé (Mongolie intérieure) en 1866, créateur de la congrégation des Missionnaires de Scheut (CICM) qui fut le patron de Paul Splingaerd pendant 6 ans

En 1865, Verbist lui propose de l'accompagner en Mongolie comme aide-laïc. Sans attache familiale, Paul Splingaerd accepte et change ainsi sa destinée. C'est ainsi qu'il se joint à la première mission en Mongolie des prêtres de la nouvelle Congrégation du Cœur Immaculé de Marie – les Scheutistes. Bien qu'il n'y ait eu que quatre prêtres et lui, cet événement est rapporté dans des dizaines de livres écrits sur cette époque. Sur leur route vers la Chine, ils passèrent par Rome et furent reçus en audience privée par le pape Pie IX qui conversa avec le jeune Paul.
Il apprend à parler chinois avec une rapidité étonnante, sans livre et simplement par l'écoute. Après la mort du fondateur, Théophile Verbist, (en 1868) il part de Xiwanzi (西彎子 Mongolie-Intérieure, actuellement dans la province du Hebei), où la mission était établie et quitte les prêtres pour la délégation prussienne de Pékin (北京) où il joue les transporteurs de fonds. C'est à l'occasion d'un de ses voyages vers Tientsin qu'il est amené à tuer un commerçant russe du nom de Tchernaief qui lui cherchait noise alors qu'il transportait de l'argent et ceci pour se défendre. Cette affaire fit grand bruit à l'époque dans les milieux diplomatiques, car Paul Splingaerd n'était pas couvert par un passeport personnel et risquait la décollation. Il est cependant acquitté par la justice.
C’est à cette époque qu’il entre en rapport avec le célèbre géologue allemand, Ferdinand von Richthofen qui cherche un guide-interprète et qui est mandaté par la Chambre de Commerce de Shanghai et sponsorisé par l'American mining Compagnies pour une tournée de prospection au travers la Chine. Splingaerd accepte de l'accompagner, sans doute un peu pour se faire oublier. Les deux hommes parcourent en sept voyages la plus grande partie de la Chine pendant 42 mois pour y relever les sites de houille, de minéraux, de flore, etc. (1868-1872). Splingaerd guide le savant et le protège, cherchant les échantillons et les classant. Il s'initie ainsi à la minéralogie et à la géomorphologie. Cette connaissance lui sera précieuse tout au long de sa carrière. Dans ses cahiers de voyage, von Richthofen ne tarit pas d'éloge pour son compagnon, insistant sur son courage et ses facultés de communication avec les autochtones.
À la fin de son contrat avec le baron (1872), il devient commerçant et trafique des fourrures, de la laine et du poil de chameau qu’il va chercher en Mongolie en ramenant des biens de la côte. Il crée la firme Splingaerd-Graesel, soutenu financièrement par Jardine Matheson & Co. Il s’établit à Kalgan (Zhangjiakou 張家口 - Hebei) puis à Guihuacheng (Huhehote - 呼和浩特 - La Ville Bleue), au-delà de la Grande Muraille. Mais c'est un commerce saisonnier, qui nécessite de longs voyages. Paul Splingaerd se montre trop généreux avec les personnes qu'il côtoie, et se fait voler par ses employés et sous-traitants pendant les transports, ce qui ajoute au risque représenté par les brigands ; il ne semble donc pas exceller en tant que commerçant. Il cherche un emploi plus stable, d'autant qu'il a maintenant charge de famille.

### Au service de Li Hongzhang

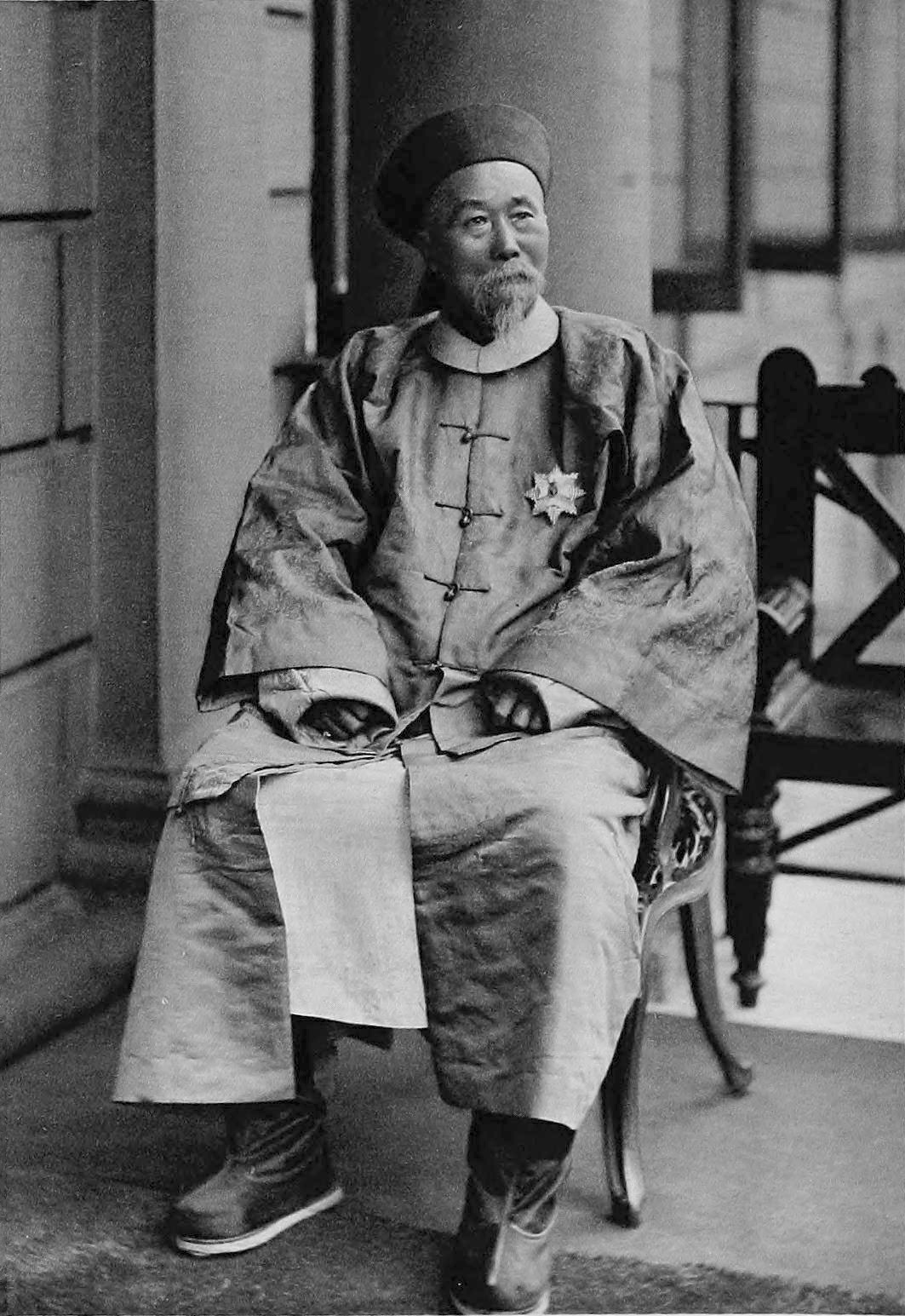
Li Hongzhang (李鴻章) (5 février 1823 - 7 novembre 1901), qui fonde l'Armée de Beiyang, après avoir lutté contre les Taiping.

Paul Splingaerd était entré en relation avec le vice-roi du Petcheli (北直隶), le grand Li Hongzhang (李鴻章), dès l'époque de Richthofen, et est donc connu de lui. Le ministre le nomme officier des douanes grâce à l’appui de l’allemand Gustav Detring, commissaire des douanes maritimes chinoises, et Paul Splingaerd entame ainsi sa carrière de mandarin (1881). Il est en poste dans la ville de Suzhou (dans le Gansu, et non dans le Jiangsu), aujourd’hui connue en tant que Sùzhōu Qū, à trois mois de caravane de la côte, pour percevoir l’impôt et les taxes. Cette fonction de douane découlait des accords sino-russes dits de St-Petersbourg (24 février 1881 julien) qui imposaient aux Chinois d'établir un poste frontière sur cette branche de la Route de la soie. Il y restera 14 ans avec sa femme Catherine Li-Tchao qu’il épouse en 1873 et qui lui donne 13 enfants ; il pratique bénévolement la médecine et la chirurgie et introduit le vaccin contre la variole, qui tue les enfants et défigure les jeunes femmes qui en échappent. Disposant d'un palais de fonction (yamen), d'un secrétariat et de serviteurs, sa position est proche d'une sinécure. C'est la raison pour laquelle Li Hongzang l'envoie régulièrement à l'ouest (dans le Xinjiang), vers Ürümqi, en mission de prospection ou même dans le Gansu. À Suzhou, Paul reçoit généreusement tous les Européens de passage et contrôle les caravanes de marchandises. C'est ainsi qu'il se débrouille en russe et en turc, outre le mongol.
En 1896, il quitte cette fonction pour pourvoir à l’éducation de ses enfants qu'il place à Shanghai chez les Sœurs Auxiliatrices et les Frères maristes afin de les européaniser, leur langue maternelle étant le chinois, et devient inspecteur aux mines de Kaiping (1896), non loin de Tientsin (Tianjin 天津) qui est a quelques jours de navigation de Shanghai où il a laissé ses enfants aînés.
Doté d’une remarquable capacité pour apprendre rapidement les langues, d’un sens de la communication et de la négociation avec les Chinois hors du commun, il finit par être utilisé par le roi de Belgique Léopold II pour aider les différentes missions que celui-ci envoie en Chine dans le cadre de son ambition de trouver des débouchés pour l’industrie belge (voire de coloniser le Gansu). Splingaerd se voit nommé chevalier de l’Ordre de la Couronne (Belgique-1898) et devient Commissaire de l’État indépendant du Congo (1900), tandis que Li Hongzhang (李鴻章) le porte au sommet du mandarinat en lui accordant le bouton rouge et la plume de paon.

### Au Gansu

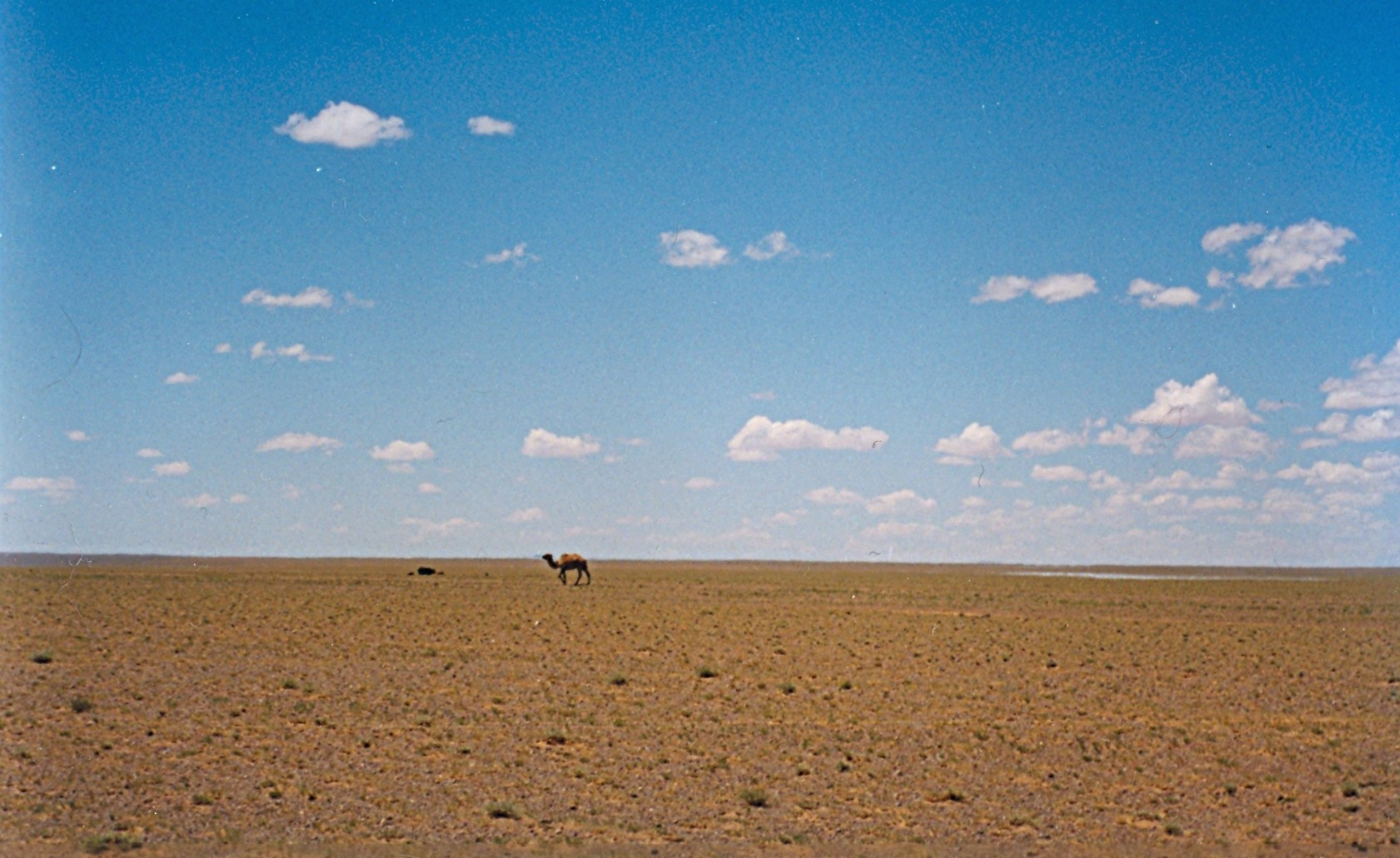
Paysage du désert de Gobi, en Mongolie.

Survient la révolte des Boxers en 1900 alors qu’il était en mission dans le Gansu avec le colonel belge Fivé ; jugeant trop dangereux de se diriger vers Xi'an pour atteindre Pékin, Splingaerd conduit les membres de la mission vers le transsibérien, traversant le désert de Gobi. Bien qu'aidé par la chrétienté locale et par le prince Alashan Wang (le frère du roi de Mongolie), son ami depuis plus de vingt ans, ce périple au travers d'un désert froid et aride affecte sa santé. Les officiers belges continuent seuls vers Irkoutsk (Иркутск).
Après avoir attendu de nouvelles instructions à Ourga (Oulan Bator - Улаанбаатар), capitale de la Mongolie-Extérieure, pendant de nombreux mois, revenu à Pékin, il reçoit une nouvelle mission qui consiste à parcourir de nombreuses provinces en qualité de juge itinérant et de général de brigade afin d’établir un rapport sur les dommages de la guerre civile qui ont affecté particulièrement les missions et de récupérer les jeunes filles chinoises chrétiennes qui avaient été vendues aux musulmans, tout en poursuivant et jugeant les brigands et les chrétiens revanchards. Ultérieurement, il effectuera des missions diverses pour le compte de l'EIC ou pour Li Hongzhang mais il ne renouvelle pas son contrat avec l'EIC.
Après cette période (printemps 1905), le général Paul Splingaerd sans emploi se retrouve à Lanzhou (兰州), capitale provinciale du Gansu où il devient conseiller du Taotaï Peng et du Vice-roi Sheng Yun, avec qui il échafaude une série de projets en mettant en avant les possibilités offertes par la Belgique pour le développement du Gansu. Le vice-roi l’envoie donc en Belgique (fin 1905) pour recruter les techniciens et ingénieurs capables de rechercher les minéraux, diriger des usines, de rétablir l'usine de traitement de la laine abandonnée, construire une savonnerie, etc. Après plusieurs mois, le général Splingaerd revient en Chine avec trois ingénieurs. Quant au pont sur le fleuve jaune, il sera construit par les Allemands).
En cours de route, partant de Pékin pour se rendre à Lanzhou, il doit s'aliter alors qu'il arrive à Xi'an - 西安 (Shaanxi - 陕西), et meurt le 26 septembre 1906 après avoir confié ses projets à son fils aîné, Alphonse Bernard Splingaerd (Lin Ah De - 林阿德) qui conduira les techniciens belges pour les présenter au Taotaï Peng Yingjia et au gouverneur, qui s'efforcera plus tard de poursuivre l’œuvre de son père. Paul Splingaerd était resté 41 ans en Chine. Il est inhumé au cimetière chrétien de Chala, au centre de Pékin, aux côtés de Ferdinand Verbiest et de Matteo Ricci, dont les monuments sont aujourd'hui disparus.

## Vie privée

### Sa personnalité
La personnalité de Paul Splingaerd est controversée. Ceux qui l’ont connu, parfois pendant plus de trente ans, ont tendance à le porter au pinacle, ne parlant que de sa bonté, de son courage, de l’aide apportée par lui, de ses nombreux enfants et de son bénévolat. D’autres auteurs, qui ne l’ont pas connu et qui l’ont étudié au travers des archives – parfois de première main - en recherchant plutôt ce qu’il avait fait pendant une partie de sa vie, ont une vision plus critique voire assez négative. Nonobstant ces considérations, les auteurs ne peuvent s’empêcher de reconnaître ses qualités. Avec les années, Lin Fuchen a gardé son sentiment patriotique à l’égard de la Belgique et il est demeuré le même que durant sa jeunesse. Mais son point de vue pro-chinois s’accommode mal des ambitions hégémoniques de Léopold II et de ses agents, ce qui amène des frictions. Paul Splingaerd n'a pas l’esprit « colonialiste » et est devenu au fil du temps plus chinois que les Chinois.

### Sa femme Catherine

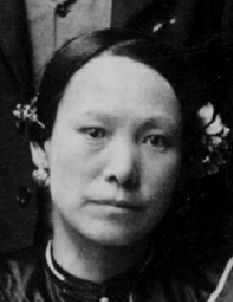
Catherine Li, la femme de Paul Splingaerd - Shanghai 1896

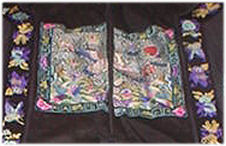
« Carré mandarin » de Catherine Li, la femme de Paul Splingaerd, sur son kimono conservé en collection privée

Catherine, la femme de Paul Splingaerd, d’origine mandchoue est une chrétienne, qui faisait ses études d’institutrice à Eul-Shey-San-Hao (Mongolie intérieure). Elle se destine à la vie religieuse. Sa mère s’était remariée à un Tchao, chrétien connu pour son honorabilité. Le mariage de Paul en 1873 est organisé à la chinoise, avec un prêtre et une religieuse en lieu et place des parents. Il faut de longues années à Paul Splingaerd pour faire reconnaître ce mariage par le consulat belge, le mariage de nature religieuse antérieur au mariage civil étant interdit en Belgique. Les enfants acquièrent ainsi la citoyenneté belge, conservée par succession jusqu’à certains arrière-petits-enfants. Catherine a fort à faire pour élever ses nombreux enfants, d’autant que Paul s’éloigne souvent pour plusieurs semaines, voire plusieurs mois, et que son revenu n’est pas élevé. Elle décède en 1918 et est inhumée aux côtés du général au cimetière de Chala-Eul à Pékin.

### Descendance

#### Ses filles

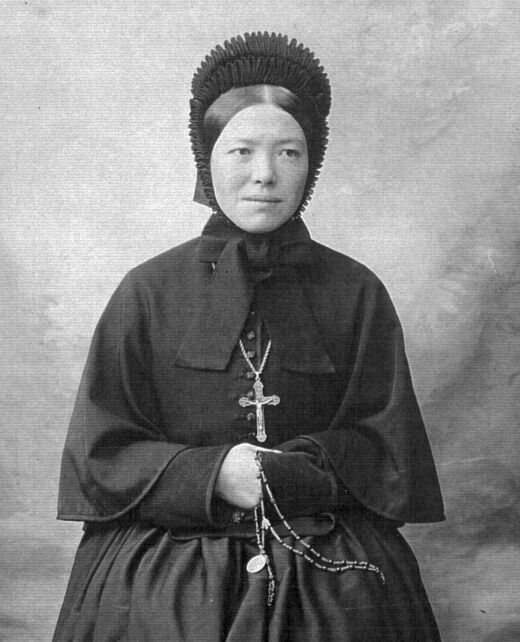
Rosa Splingaerd, en religion Mère Clara, en habit des Dames Auxiliatrices des Âmes du Purgatoire - Shanghai vers 1900

Quatre filles du mandarin deviennent religieuses dans la congrégation française des Dames Auxiliatrices des Âmes du Purgatoire et sont enseignantes sur le complexe de Sen-Mou-Yeu à Zikawei (Xujiahui - Shanghai). L’aînée, Marie (1874-1933), en religion Mère Saint Jérôme, meurt à Shanghai ; la première des jumelles, Clara (1875-1951), en religion Mère Sainte Rosa, décède à San Francisco, Californie ; la seconde jumelle, Rosa (1875-1968), en religion Mère Sainte Clara décède à Épinay-sur-Seine – Essonne – France ; la quatrième, la plus jeune, Anna Splingaerd (1881-1971), en religion Mère Sainte Dosithée, meurt également dans l’Essonne. Ces deux dernières avaient été expulsées de Chine en 1951.
 Les quatre plus jeunes filles épousent quatre Belges, ingénieur ou personnel de cadre. Trois décèdent en Belgique et une en Italie

#### Ses fils

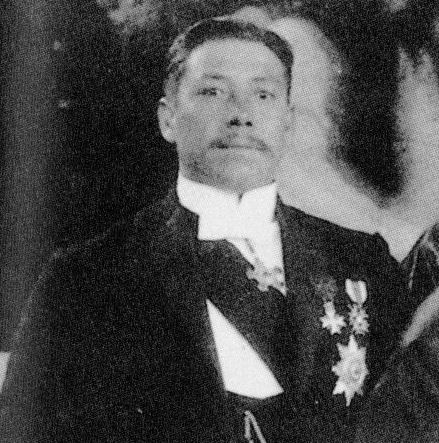
Alphonse Splingaerd (林阿德), fils ainé de Lin Fuchen, dont une des filles épousa un des fils de Liang Ruhao 梁如浩 - Lanzhou 1908.

Ils épousent tous trois des chinoises de Lanzhou, de la même famille (les Tchang-Zhang 张).
Alphonse Bernard Splingaerd (1877-1943) (Lin Ah-De 林阿德) est à l’origine élève interprète à la légation belge de Pékin, avant qu’il ne parte au Gansu comme conseiller (林參贊) du Taotaï Peng et du Gouverneur Shen. Plus tard, il fera établir une ligne de navigation sur le fleuve Jaune (fleuve Jaune), après avoir fait construire un premier bateau à aubes et à fond plat à Hoboken (Anvers). Il meurt sous l'occupation japonaise en 1943. Il avait deux garçons et trois filles. Son courage pendant les 55 jours de Pékin. lui vaut quatre décorations accordées par la Russie, la Belgique, la France et l'Angleterre.
Remy François Xavier Splingaerd (1879-1931), lui, fait carrière comme agent commercial et personnel de cadre aux Mines de Kaiping. Il a huit filles et un garçon. Remy meurt jeune en 1931.
Jean-Baptiste Splingaerd (1888-1948), enfin, fait une carrière intéressante aux chemins de fer chinois avant de devenir un personnage important de la CTET. Son nom chinois est Lin Zi-Xiang (林子香). Il n'a aucun enfant de ses deux épouses.

## Bilan

### Carrière

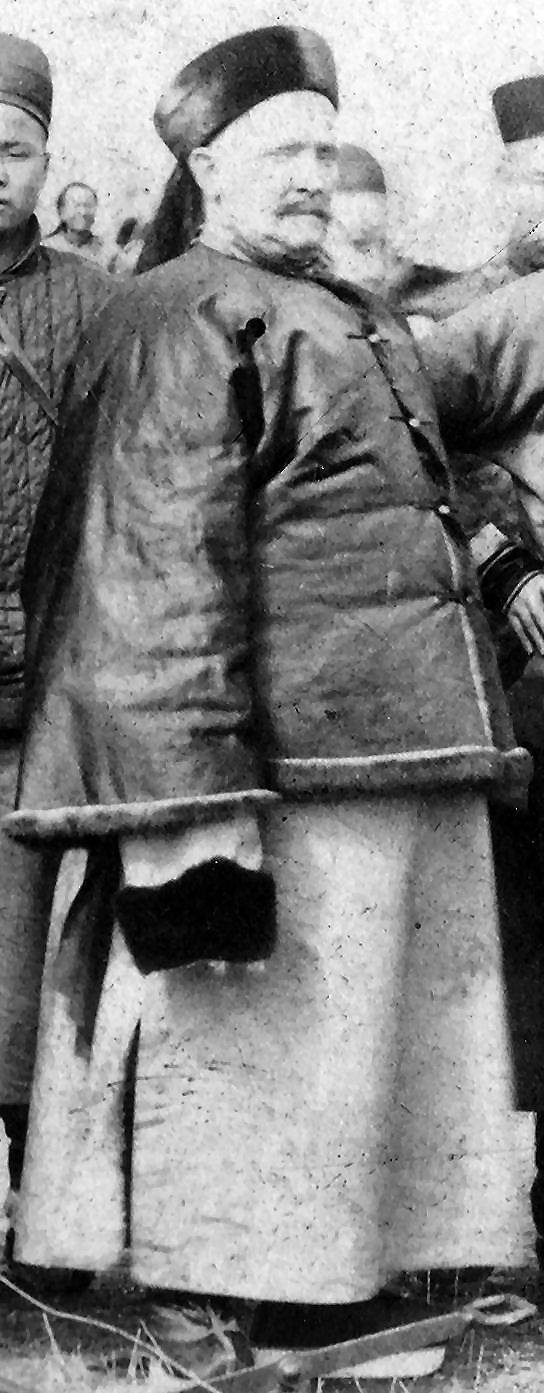
Paul Splingaerd (林辅臣 - Lin Fuchen) vers 1898

Elle se distingue par son éclectisme mais reste focalisée par la personnalité du sujet. Si l’on fait abstraction des Scheutistes et de Li Hongzhang, les individus qui ont le plus infléchi sa carrière sont allemands : le jeune Allemand Laurent Franzenbach qui l'entraîne à Péking et lui procure son emploi au consulat prussien, Von Richthofen qui poursuit son instruction et l’oblige à s’initier aux différents idiomes locaux et le présente à Li, l’Allemand Graesel qui monte avec lui un commerce, l’Allemand Gustav Detring qui le fait nommer fonctionnaire des douanes aussitôt expédié à l’extrémité Ouest de la Grande Muraille, de nouveau Detring quinze ans plus tard qui lui procure un emploi comme agent aux Mines de Kaiping. C’est également von Richthofen qui attire l’attention du roi Léopold II sur Splingaerd dès que celui-ci eut lu ses ouvrages.
Paul Splingaerd dispose d’un entregent remarquable ; il a beaucoup d’amis et ne les néglige pas. Le meilleur exemple fut Detring (1842-1913), alors un personnage influent et riche, considéré de facto comme le maire non officiel de la ville de Tianjin.
Les cinq dernières années de sa vie sont en quelque sorte le bénéfice des trente-cinq années précédentes. Il va alors cumuler plusieurs activités dont celle d’être agent de Léopold II, de fonctionnaire militaire chinois, et de conseiller du vice-roi malgré une santé déclinante. On ignore s’il était toujours agent des Mines de Kaiping après le décès de Li Hong Zhang, survenu le 7 novembre 1901 après la signature du désastreux Protocole de paix Boxer (7 septembre 1901). Son contrat comme Commissaire de l’État indépendant du Congo est prorogé de nouveau pour cinq ans mais il ne l'accepte pas. Ce contrat prévoit qu’il reçoit désormais ses instructions via les CICM. Paul Splingaerd travaille jusqu’au bout de ses forces pour sa famille, pour sa patrie et pour la Chine et il est mort en fonction à l'âge de soixante-quatre ans et sept mois.

### Réalisations

#### Défense des intérêts belges
Il faut mettre à l’actif de Paul Splingaerd l’implantation de la colonie belge de Lanzhou (1906-1911) qui participe à l’industrialisation primitive de la ville, ainsi que l’idée de faire construire un pont métallique sur le fleuve Jaune par les Occidentaux avec des capitaux chinois.
Il rend d’inestimables services aux Scheutistes et à la chrétienté chinoise en général et favorise les relations sino-belges pour des projets de concessions. Ainsi, l'une de ses plus célèbres interventions est le rôle qu'il joue pour introduire le comte Charles d'Ursel (intervenant après l'échec de la mission Dufourny-Walin) auprès de Li Hongzhang et pour mettre en avant la compétence des Belges pour la construction du chemin de fer de Pékin à Hankou (réalisé en fin de compte sous la direction de l'ingénieur Jean Jadot), malgré la vive compétition avec la France, la Russie et la Grande-Bretagne.

#### Divers
Aventurier d'exception, doué d'une résistance physique exceptionnelle dans sa jeunesse, autodidacte doué et polyglotte, Paul Splingaerd est cité dans de nombreuses publications et livres comme étant un homme courageux et altruiste qui était incontournable pour tout Européen voyageant en Chine à son époque.
Paul Splingaerd est le premier étranger à posséder des manuscrits (un cadeau du gouverneur Ting-Dong) découverts par Wang Yuanlu dans les grottes de Mogao à Dunhuang. Mais il les offre alors en cadeau au général Geng qui les donne lui-même à Aurel Stein. Ce dernier s'empresse d'aller aux grottes pour emporter une grande partie de ce qu'elles contiennent (1907).
Lors de son retour en Europe, en 1906, il est reçu plusieurs fois par la famille d’Ursel. Ils ne sont pas du même monde, lui étant un ancien domestique et eux d’une famille de noblesse séculaire, mais ils reconnaissent ainsi en lui les qualités intrinsèques de l’homme qui avait offert le Pékin-Hankou à la Belgique grâce à ses qualités de négociateur et son you ming.
Sa sphère d’influence dans le nord du Gansu est si importante que d’aucuns disent que son courage, son autorité et sa renommée auprès des mandarins locaux ont tempéré les exactions des Boxers et qu’il aurait de ce fait épargné de nombreuses vies.

### Voyage en Belgique

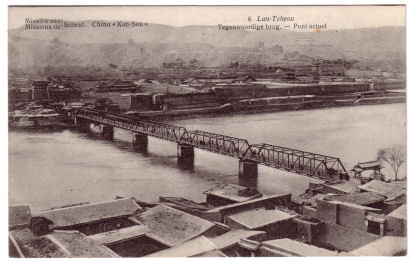
Le pont de Lanzhou sur le fleuve Jaune dans sa forme primitive - 1909.

La réalisation du pont semblait réservée à Paul Splingaerd. Mais si en Chine, il est connu de tous à 1 000 km à la ronde, s’il y est nanti de fonctions civiles et militaires importantes, rendant la basse-justice et estimé de tous, il n’en est pas de même lorsqu’il débarque au printemps 1906 en Belgique où il est inconnu. Le roi doit le recevoir, ce qui semble normal en sa qualité de Commissaire du Congo,. Mais Splingaerd ne se présente pas en Belgique à ce titre, mais comme un officiel mandaté par le gouvernement du Gansu en mission commerciale. Le roi ne le reçoit pas. Or Splingaerd aurait grandement tiré profit de cet honneur car il ne possède pas les relations nécessaires dans les milieux militaires, financiers et industriels auxquels il doit s’adresser. Si son voyage en Belgique ne peut être considéré comme un échec - car il revient avec des ingénieurs et d’autres suivront après son décès - il ne sera jamais question ultérieurement de la construction d'un pont. Par ailleurs, pendant l'absence de Splingaerd et quelques jours après son décès, le contrat de réalisation du « Premier pont métallique sur le fleuve Jaune » est signé par les autorités chinoises compétentes avec la firme Telge et Schroeter de Tianjin qui le construiront et il est toujours là.

## Commémorations

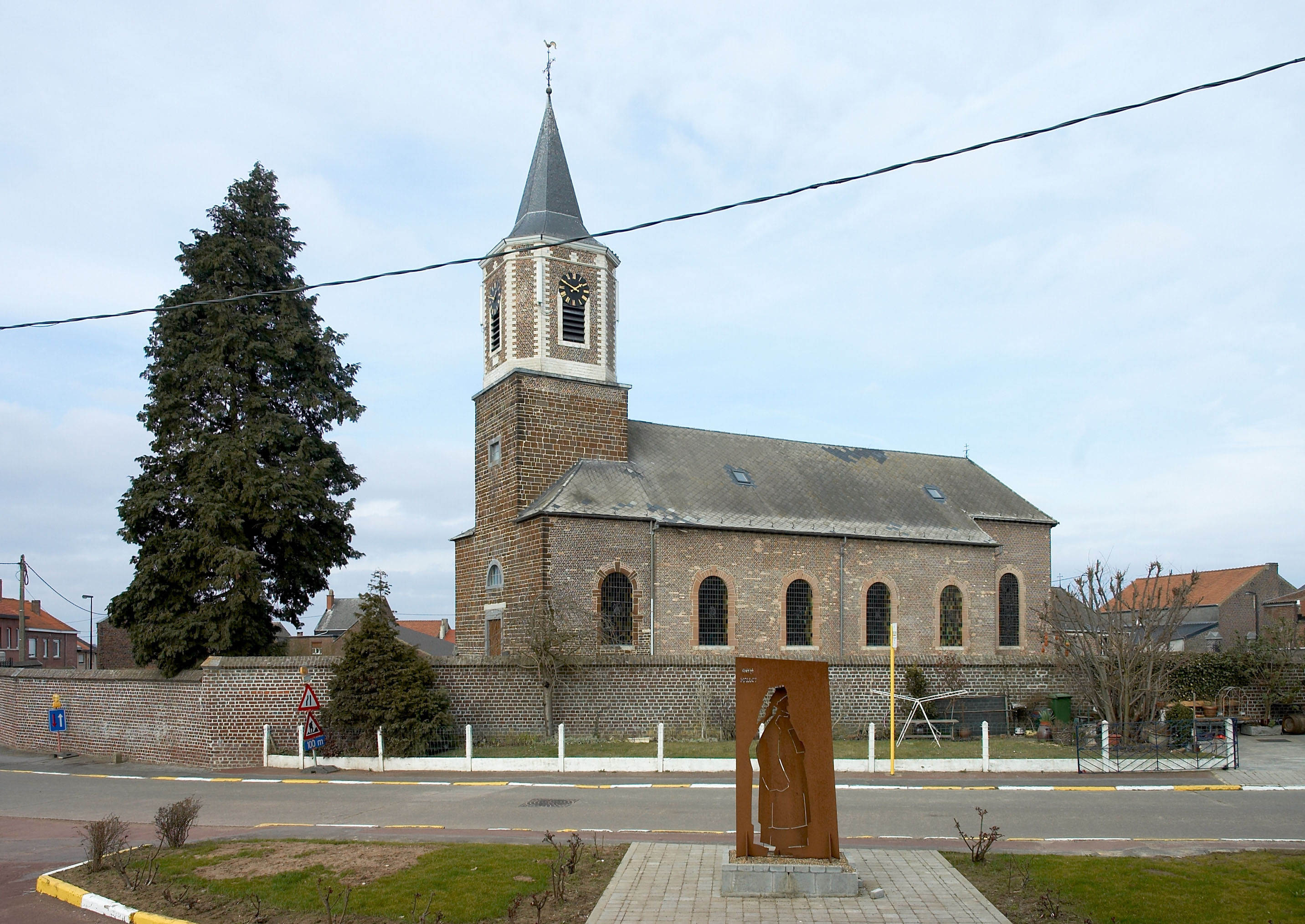
L'église d'Ottenbourg, avec la statue du mandarin Paul Splingaerd, par René Hallet.

Très fière de son illustre enfant, la commune de Huldenberg-Ottenbourg, où il avait passé sa jeunesse, s’est dotée en 2006 d’un monument à l’effigie du mandarin, à l’initiative de la société historique locale.
Une statue a également été érigée en 2008 à Jiuquan (Gansu) en l’honneur de Lin Fuchen, au titre de bienfaiteur historique de la ville.
Ses descendants actuels en vie au nombre connu d’environ 310 sont dispersés dans une vingtaine de pays dans le monde mais il en reste peu en Chine continentale ou à Taïwan. Huit d’entre eux ont été honorés par la ville de Lanzhou, en 2009, comme citoyens d’honneur à l’occasion du centième anniversaire du pont Zhongshan (Sun Yat-sen), le premier pont métallique sur le Fleuve Jaune construit en 1909 dont avait rêvé Paul Splingaerd, en reconnaissance de la participation de leur ancêtre à la modernisation de leur cité.
Paul Splingaerd a aussi servi d’inspiration pour un personnage dans au moins deux romans : The Gift, roman de Vladimir Nabokov publié en anglais en 1963, et le personnage de Mo-sieu dans celui de Jean Blaise, Maator le Mongol. En outre, une comédie musicale signée par l'artiste belge Tone Brulin De staart van de mandarijn (1988) s'inspire également du mandarin